# Pattinaggio di velocità ai VI Giochi olimpici invernali
Le competizioni del pattinaggio di velocità dei VI Giochi olimpici invernali si sono svolte dal 16 al 19 febbraio 1952 sulla pista del Bislett Stadion a Oslo. Come a Sankt Moritz 1948 si sono disputati quattro eventi tutti maschili.

## Calendario
| Pattinaggio di velocità ai VI Giochi olimpici invernali | Pattinaggio di velocità ai VI Giochi olimpici invernali | Pattinaggio di velocità ai VI Giochi olimpici invernali | Pattinaggio di velocità ai VI Giochi olimpici invernali | Pattinaggio di velocità ai VI Giochi olimpici invernali | Pattinaggio di velocità ai VI Giochi olimpici invernali | Pattinaggio di velocità ai VI Giochi olimpici invernali | Pattinaggio di velocità ai VI Giochi olimpici invernali | Pattinaggio di velocità ai VI Giochi olimpici invernali | Pattinaggio di velocità ai VI Giochi olimpici invernali | Pattinaggio di velocità ai VI Giochi olimpici invernali | Pattinaggio di velocità ai VI Giochi olimpici invernali | Pattinaggio di velocità ai VI Giochi olimpici invernali |
| Eventi / Giorni                                         | Febbraio 1952                                           | Febbraio 1952                                           | Febbraio 1952                                           | Febbraio 1952                                           | Febbraio 1952                                           | Febbraio 1952                                           | Febbraio 1952                                           | Febbraio 1952                                           | Febbraio 1952                                           | Febbraio 1952                                           | Febbraio 1952                                           | Febbraio 1952                                           |
| Eventi / Giorni                                         | 14                                                      | 15                                                      | 16                                                      | 17                                                      | 18                                                      | 19                                                      | 20                                                      | 21                                                      | 22                                                      | 23                                                      | 24                                                      | 25                                                      |
| ------------------------------------------------------- | ------------------------------------------------------- | ------------------------------------------------------- | ------------------------------------------------------- | ------------------------------------------------------- | ------------------------------------------------------- | ------------------------------------------------------- | ------------------------------------------------------- | ------------------------------------------------------- | ------------------------------------------------------- | ------------------------------------------------------- | ------------------------------------------------------- | ------------------------------------------------------- |
| 500 m                                                   |                                                         |                                                         | Finale                                                  |                                                         |                                                         |                                                         |                                                         |                                                         |                                                         |                                                         |                                                         |                                                         |
| 1500 m                                                  |                                                         |                                                         |                                                         |                                                         | Finale                                                  |                                                         |                                                         |                                                         |                                                         |                                                         |                                                         |                                                         |
| 5000 m                                                  |                                                         |                                                         |                                                         | Finale                                                  |                                                         |                                                         |                                                         |                                                         |                                                         |                                                         |                                                         |                                                         |
| 10000 m                                                 |                                                         |                                                         |                                                         |                                                         |                                                         | Finale                                                  |                                                         |                                                         |                                                         |                                                         |                                                         |                                                         |

## Podi
| Evento                 | Oro              | Perform. | Argento              | Perform. | Bronzo                      | Perform. |
| 500 metri (dettagli)   | Kenneth Henry    | 43"2     | Donald McDermott     | 43"9     | Gordon Audley Arne Johansen | 44"0     |
| 1500 metri (dettagli)  | Hjalmar Andersen | 2'20"4   | Willem van der Voort | 2'20"6   | Roald Aas                   | 2'21"6   |
| 5000 metri (dettagli)  | Hjalmar Andersen | 8'10"6   | Kees Broekman        | 8'21"6   | Sverre Haugli               | 8'22"4   |
| 10000 metri (dettagli) | Hjalmar Andersen | 16'45"8  | Kees Broekman        | 17'10"6  | Carl-Erik Asplund           | 17'16"6  |

## Medagliere
| Posizione | Paese       |   |   |   | Totale |
| --------- | ----------- | - | - | - | ------ |
| 1         | Norvegia    | 3 | 0 | 3 | 6      |
| 2         | Stati Uniti | 1 | 1 | 0 | 2      |
| 3         | Paesi Bassi | 0 | 3 | 0 | 3      |
| 4         | Svezia      | 0 | 0 | 1 | 1      |
| 4         | Canada      | 0 | 0 | 1 | 1      |
| Totale    | Totale      | 4 | 4 | 5 | 13     |